# نادر أبو الفتوح
محمد نادر أبو الفتوح (4 أكتوبر 1935- 9 أغسطس 2009) كاتب برامج أطفال وكاتب أغاني وكاتب سيناريو مصري.

## حياته
أحد المبدعين الاوائل في مجال أدب الطفل والبرامج المعنية بتنمية الأطفال - محمد نادر ابو الفتوح ولد في 4 اكتوبر 1935 حصل على ليسانس الآداب، قسم صحافة من جامعة القاهرة، عام 1964. - عمل رئيسا لقسم الصحافة بالمجلس الأعلى لرعاية الشباب. - عمل مشرفا للبرامج الاجتماعية بتليفزيون دبي. - شارك في الكثير من المؤتمرات والندوات التي أقيمت عن الطفل منذ عام 1968 وحتى 2009 منها : مؤتمرات البيئة التي أقامتها مؤسسة فردريش الألمانية. ندوات المركز القومى لثقافة الطفل.

## مسيرته
-رئيس قسم الصحافة بالمجلس الأعلى لرعاية الشباب.
-مشرف البرامج الاجتماعية بتليفزيون دبي.

## المؤتمرات التي شارك فيها
- الكثير من المؤتمرات والندوات التي أقيمت عن الطفل منذ عام 1968 وحتى الآن.
- مؤتمرات البيئة التي أقامتها مؤسسة فردريش الألمانية.
- ندوات المركز القومى لثقافة الطفل.

## مؤلفاته
-للصغار فقط، بإذاعة الشرق الأوسط، عام 1964.
-غنوة وحدوتة، بالإذاعة، عام 1966.
-عروسة المولد، بالتليفزيون، عام 1967.
-مشمش وعرفان، بالتليفزيون، عام 1975.
-عالم أطفال، بالإذاعة، عام 1979.
-فانتا ستيكا، بإذاعة الشرق الأوسط، عام 1979.
-بيب بوم، بالتليفزيون، عام 1979.
-صاحب السعادة الطفل، بالتليفزيون، عام 1984.
-على ورق الفل، بالتليفزيون، عام 1985.
-ألوان، عام 1986.
-سبع سبعات، بالتليفزيون، عام 1987.
-قشة ف عشة، بالتليفزيون، عام 1987.
-رحلة حب، بالتليفزيون، عام 1988.
-شمس وقمر، عام 1989.
-ورد وفل، بالتليفزيون، عام 1989.
-البرلمان الصغير، بالتليفزيون، عام 1989.
-أرض الياسمين، بالتليفزيون، عام 1990.
-بلية بعد التعديل، بالتليفزيون، عام 1990.
-أولاد مصر، بالتليفزيون، عام 1990
-تحية وابتسامة وبعد، بالتليفزيون، عام 1990.
-أغنيات واستعراضات بوجى وطمطم، بالتليفزيون، عام 1990.
-عائلة التونى، بالتليفزيون، عام 1990.
-حكاية أكتوبر، بالتليفزيون، عام 1991.

## الجوائز والأوسمة
-جائزة الدولة التشجيعية في الآداب من المجلس الأعلى للثقافة، عام 1990.